# Desapego (Munch)
Desapego (en noruego, Løsrivelse) o Separación es una pintura del pintor noruego Edvard Munch de 1896. La imagen se exhibe en el Museo Munch, en Oslo. Pertenece al friso de la vida de Munch y muestra la separación de una pareja en un paisaje de playa. Munch también reprodujo el tema en dos litografías del mismo año y en tres bocetos pintados de 1893, 1894 y 1906/07. Estrechamente relacionado está el motivo de  Atracción (en noruego, Tiltrekning), que Munch también desarrolló en varias imágenes y técnicas. En ambos motivos, la conexión entre la pareja está simbolizada por el largo cabello de la mujer envuelto alrededor del hombre.

## Descripción
Según Frank Høifødt, la composición de Desapego es muy simple y directa. La atención se centra en dos figuras: en la mitad derecha de la imagen, una joven rubia con un largo vestido blanco avanza hacia el mar en una pose casi solemne. No tiene rasgos faciales, lo que le da un aspecto etéreo e idealizado. En la mitad izquierda de la imagen, alejado de la mujer y frente al tronco de un árbol, se encuentra un hombre vestido de negro con el rostro verdoso. Su postura es encorvada, su cabeza inclinada con los ojos cerrados, su mano derecha agarra el pecho cerca del corazón. El tono rojo sangre de una planta que crece delante de sus pies también se puede ver en el contorno de la mano, dando la impresión de que el corazón del hombre está sangrando. El cabello rubio de la mujer forma largas líneas horizontales que llegan hasta el hombre y rodean su cabeza y pecho. En contraste con la vista de perfil de la mujer, el hombre se vuelve hacia el espectador, por así decirlo representa el contacto entre él y la imagen.
Los colores dividen la imagen en áreas separadas e independientes. Están delimitados por líneas finas. Las pinceladas se aplicaron muy finamente sobre un lienzo sin preparar, lo que conduce a una baja intensidad de color y una superficie mate a través de la cual el tejido del lienzo permanece visible. Los tonos de color tenues están dominados por la sombra violeta elegíaca que emana del cielo y el mar. Las figuras masculina y femenina están separadas entre sí por la línea de playa que corta la imagen verticalmente; pertenecen, por así decirlo, a mundos diferentes. El amplio arco de la costa se conecta con la figura femenina igualmente brillante para formar una unidad, simbolizando así una conexión entre la mujer y el paisaje.

## Interpretación

### Amante abandonado
Las distintas etapas de la relación entre hombre y mujer atraviesan la obra de Munch, que para él se convierte en el prototipo del encuentro entre personas. Incluso en la atracción erótica temprana, los celos, la separación y el dolor siempre se trazan en la visión sobre ello del artista, y Munch experimenta estas sensaciones principalmente desde el punto de vista del hombre. Entonces, incluso en Desapego, solo el hombre siente el dolor de la separación, tan fuerte que su corazón está herido, simbolizado por el color rojo sangre de la mano y la planta correspondiente a sus pies. En contraste con el hombre que sufre, la mujer está idealizada, como si fuera la princesa de un cuento de hadas. El paisaje también se simplifica a formas arquetípicas, lo que le da a toda la escena una atmósfera irreal y onírica. Frank Høifødt se pregunta si el hombre podría no sufrir por el hecho de que fue abandonado por una mujer específica, sino que ha tenido que despedirse de su ilusión ideal, de la feminidad pura.
El mismo Munch escribió en sus notas: “Una oscuridad de un color púrpura oscuro cayó sobre la tierra - […] Ella se había sentado a mi lado - había apoyado su cabeza sobre la mía - el cabello rojo sangre se había enrollado a mi alrededor. Se había envuelto a mi alrededor como serpientes rojo sangre - sus hilos más finos estaban atrapados en mi corazón - [...] lentamente se movía hacia el mar - más y más lejos - entonces sucedió algo extraño - sentí hilos invisibles entre nosotros - Sentí que fibras invisibles de su cabello se entrelazaban a mi alrededor, y así, cuando desapareció por completo sobre el mar, sentí cómo me dolía, me sangraba el corazón, porque las fibras no se podían cortar ”. Uwe M. Schneede señala que Munch no interpretó sus imágenes en dichos textos, pero que registró sentimientos de experiencias y fantasías que luego se convirtieron en el detonante de las imágenes.

### Artista creativo
Según Reinhold Heller, el hombre que toca su corazón sangrante no solo representa al amante abandonado, sino también al artista, cuyo arte es "su propia sangre", "que gotea sobre suelo fértil adoptando la forma de una planta sangrante". También para Arne Eggum, la flor que brota de la sangre es “el símbolo del nacimiento de la obra de arte”, que la mujer puede coger y (en la litografía del motivo) arrojar al mar. Heller, por otro lado, ve "otra metáfora pictórica de la vida y el arte" en el mar mismo, que se basaría en la descripción del Dios Creador como un mar ilimitado en el Zohar, que extrae materia de las profundidades mientras alimenta su espíritu en lo alto. En este sentido, interpreta el motivo como un signo del giro general de Munch hacia el misticismo.

Munch formuló la máxima artística: “No creo en el arte que no se desarrolle necesariamente a partir del impulso del corazón por revelarse. Todo el arte, la literatura y la música deben haber sido creados con pasión. El arte es el alma de una persona.“  Munch también usó la flor de sangre como símbolo de su arte en otras obras, por ejemplo en el dibujo a tinta Flor del dolor, una ilustración para la portada de una edición especial de Strindberg de la revista Quickborn.

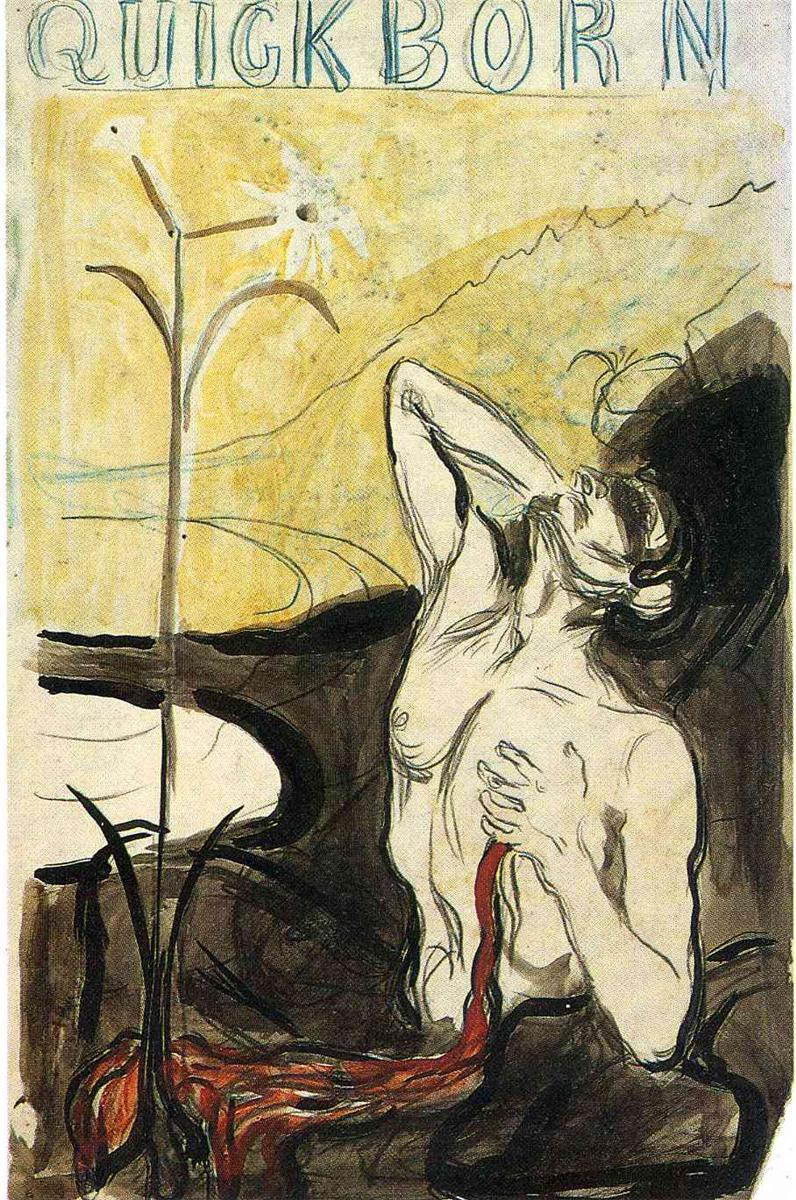
Flor del dolor (1898), tinta china, 50,2 × 32,9 cm, Museo Munch de Oslo.

Aunque la mujer en Desapego obviamente abandona al hombre y, por lo tanto, se convierte en el detonante de su dolor, su largo cabello dorado se envuelve alrededor de su cabeza y pecho y, por lo tanto, indica una conexión. Para Arne Eggum se trataba incluso de “la herida del corazón del hombre”, “que sangra como una herida abierta. Con la fuerza de su cabello, ella lo sigue atando a ella."  Se convierte en un símbolo del estado mental del hombre. El crítico de arte contemporáneo Franz Servaes lo expresó: “Una hebra se ha soltado y va como una cuerda de plomo desde la cabeza de la mujer hacia él, se enrolla alrededor de su cuello, cae sobre su pecho, crece firmemente en su corazón con mil raíces. Está indisolublemente atado a la mujer que huye por medio de bucles de cabello rubio dorado. En vano pone su mano sobre el corazón espasmódico." 

En sus obras, Munch estiliza repetidamente el cabello largo de las mujeres como símbolo del poder y la fuerza femeninos, así como como una conexión energética entre los sexos. En cierto sentido, es una “plantilla para lo femenino por excelencia” y representa todo lo que era atractivo y fatal para Munch sobre el género femenino. Por ejemplo, el cabello rojo brillante de una mujer en Vampiro llega como tentáculos a la cabeza de un hombre sumisamente agachado. En la litografía Cabeza de hombre en cabello de mujer, envuelve la cabeza de un hombre en posición inferior en los mechones rojos de la mujer de perfil arriba. Munch repitió el motivo en 1903 con un doble retrato de la música inglesa Eva Mudocci, su amante en ese momento, y él mismo. Mientras la mujer inclina la cabeza hacia un lado y sonríe feliz, el hombre, rodeado de su cabello, muestra un rictus de mal humor. Munch nombró a la imagen Salomé por la obra de teatro del mismo nombre de Oscar Wilde, en la que la princesa obtiene la cabeza del hombre santo que la rechaza. Este título provocó una pelea entre Mudocci y el pintor.

Vampiro Óleo sobre lienzo (1893), 80,5 × 100,5 cm, Göteborgs konstmuseum.
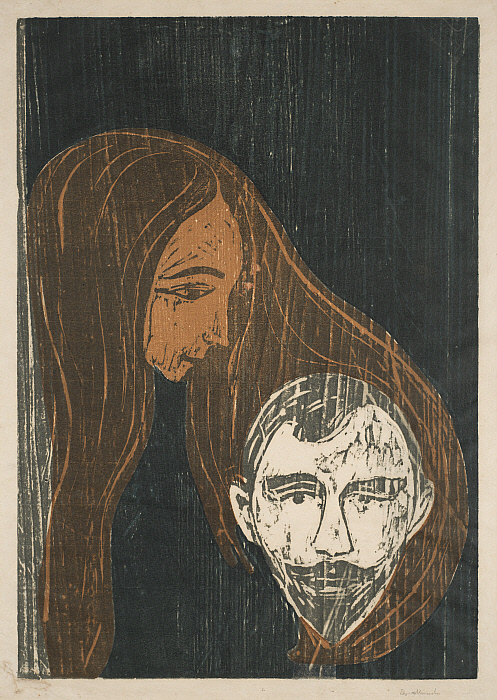
Cabeza de hombre en cabello de mujer (1896). Xilografía, 54,6 × 38,1 cm, Sterling and Francine Clark Art Institute, Williamstown.
Salomé (1903). Xilografía, 40,5 × 30,5 cm, Thielska galleriet, Estocolmo.

## Contexto
El motivo se remonta al cuadro Esfinge (también La mujer en tres etapas) pintado en 1894, en el que ya se puede ver a la joven rubia de perfil, vestida de  blanco ante el mar y al hombre de negro que se aparta a la sombra del bosque. Sin embargo, Munch ha eliminado las dos figuras femeninas centrales. El “hombre melancólico” es una figura en que Munch se centra desde 1892, como en Melancolía y Desesperación. En esta pose, a menudo retrataba a su amigo Jappe Nilssen, quien le servía de figura para identificarse con sus propios sentimientos.

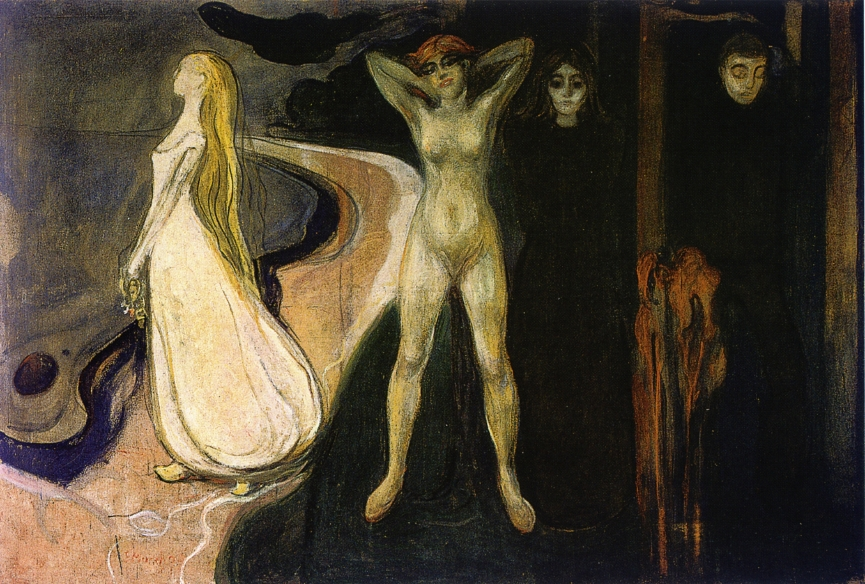
La mujer en tres etapas (1894), óleo sobre lienzo, 164 × 250 cm, Museo de Arte de Bergen.
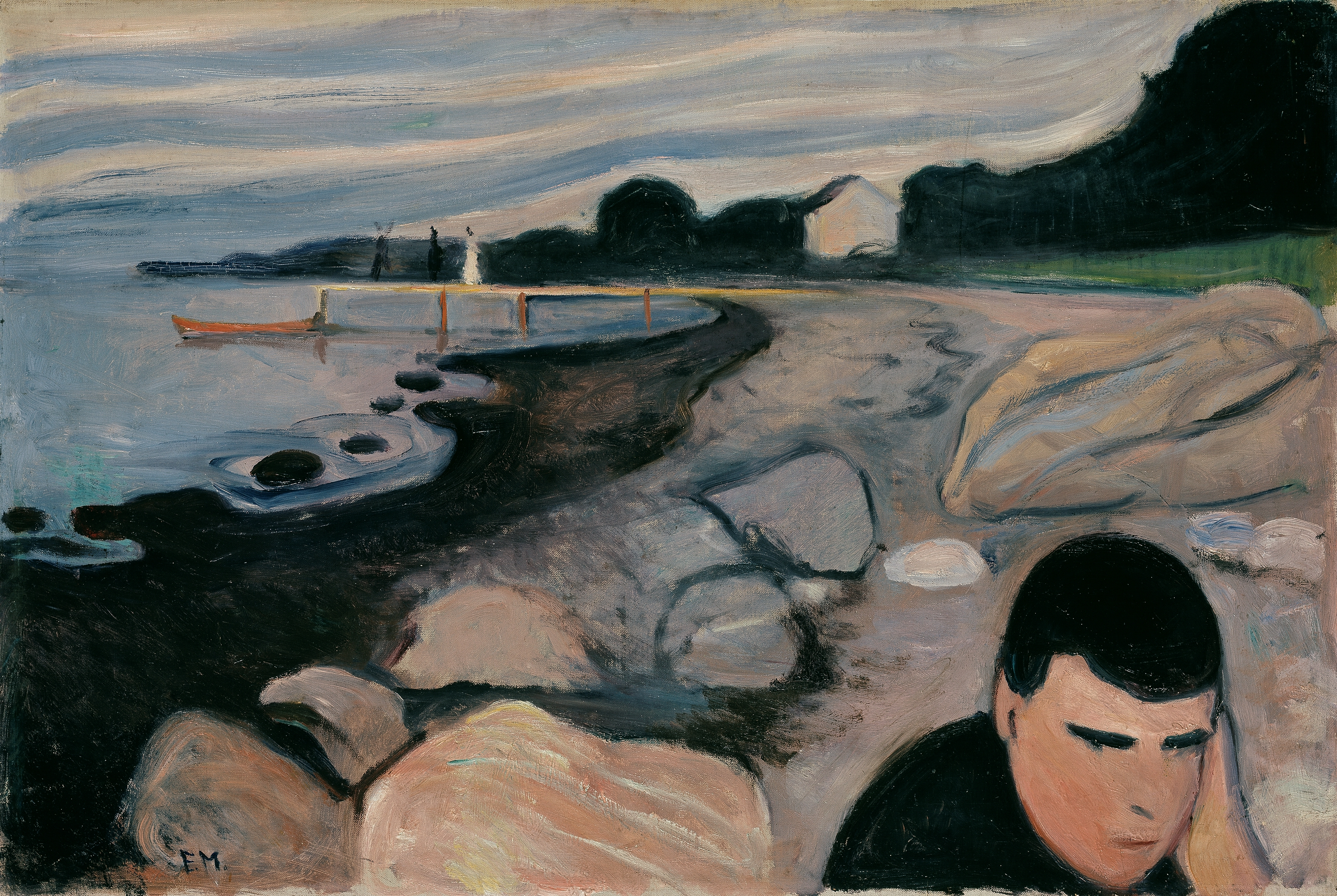
Melancolía (1892), óleo sobre lienzo, 64 × 96 cm, Galería Nacional de Noruega, Oslo.
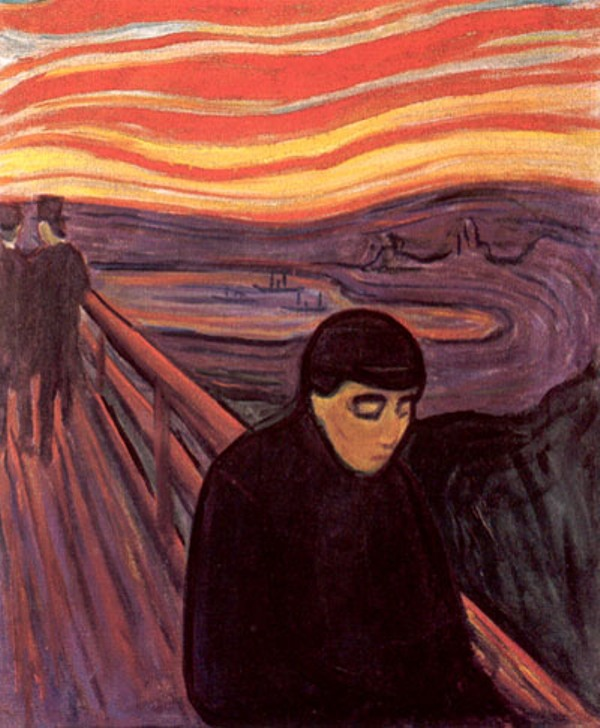
Desesperación (1894), óleo sobre lienzo, 92 × 72,5 cm, Museo Munch de Oslo.

Ya en 1893 creó una primera versión en acuarela del motivo de una primera pintura al óleo en Berlín en 1894 mientras trabajaba para el friso de la vida, en ese momento todavía una serie sobre el desarrollo del amor desde la primera atracción hasta el dolor de la separación. La primera versión de la pintura solo se conserva en estado dañado. Fue pintada varias veces, pero para Arne Eggum todavía irradia la "belleza de una ruina". En dibujos de 1895, Munch vinculó el motivo de Desapego con los de Melancolía, Salomé y Cabeza de hombre en cabello de mujer . Podrían haber sido pensadas como ilustraciones para el libro de poemas de Charles Baudelaire Las flores del mal.

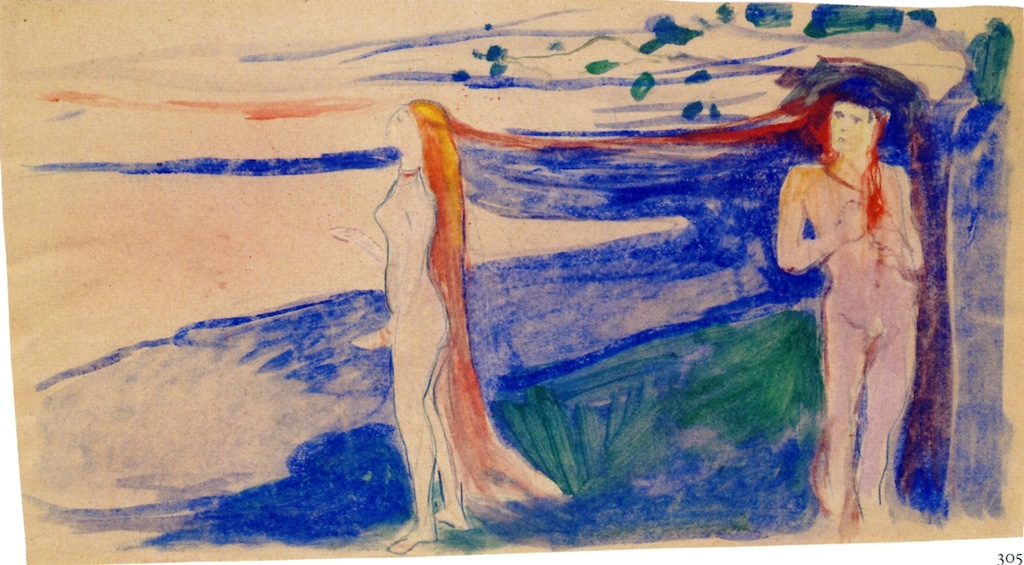
Separación (1893), acuarela, gouache y lápiz sobre papel, Museo Munch de Oslo.
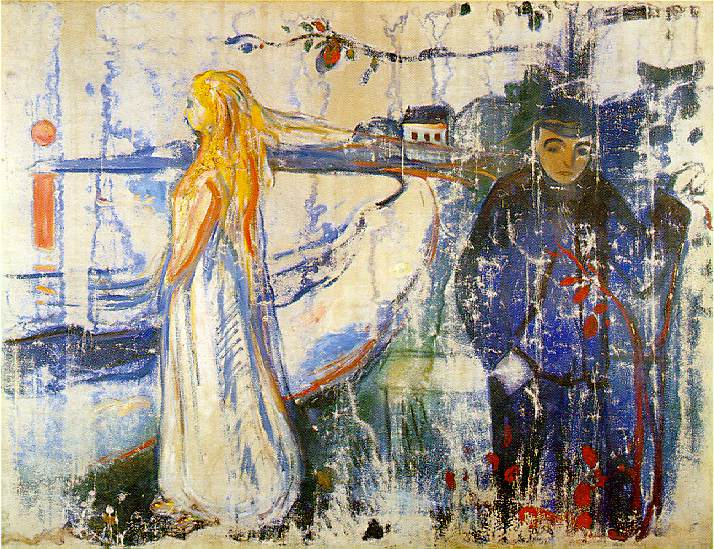
Separación (1894), óleo sobre lienzo, 115 × 150 cm, Museo Munch de Oslo.

En 1896, durante una estancia en París, Munch crea sus primeros grabados en madera en los que recurre al simbolismo ornamental bidimensional. En esta época también se crearon dos xilografías basadas en el motivo de Desapego, la segunda de las cuales, al igual que el cuadro de 1896, reflejaba la disposición de las figuras previamente elegida. En particular, la gran similitud entre Separación I  la pintura del mismo año sugiere que las dos obras fueron creadas al mismo tiempo. El primer trabajo le recuerda a Frank Høifødt las ilustraciones contemporáneas del Art Nouveau. La mujer sostiene una flor en la mano, detalle que también se da en la Mujer en tres etapas, pero que ha sido omitido en la versión en cuadro de Desapego. El segundo grabado acerca a la pareja y también más cerca de la superficie del cuadro, una diadema con pedrería y un vestido estampado de flores dan a la mujer más independencia que en el cuadro. Su palidez traslúcida recuerda a La niña enferma. Las manchas rojas en la impresión coloreada a mano expresan el "corazón sangrante" del hombre con aún más fuerza.

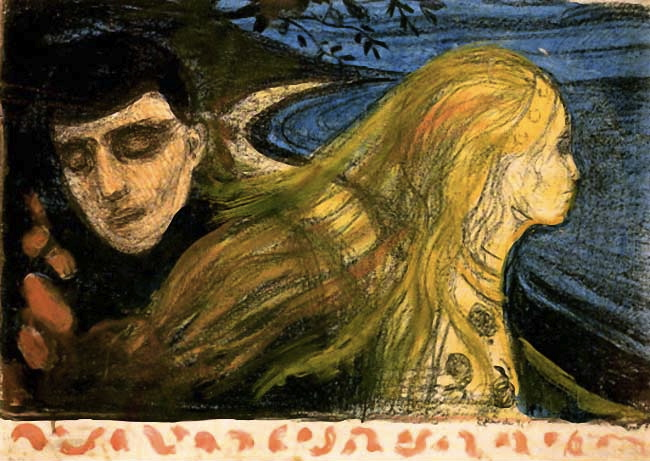
Separación II (1896), litografía coloreada a mano, 44,1 × 62 cm, Museo Munch de Oslo.
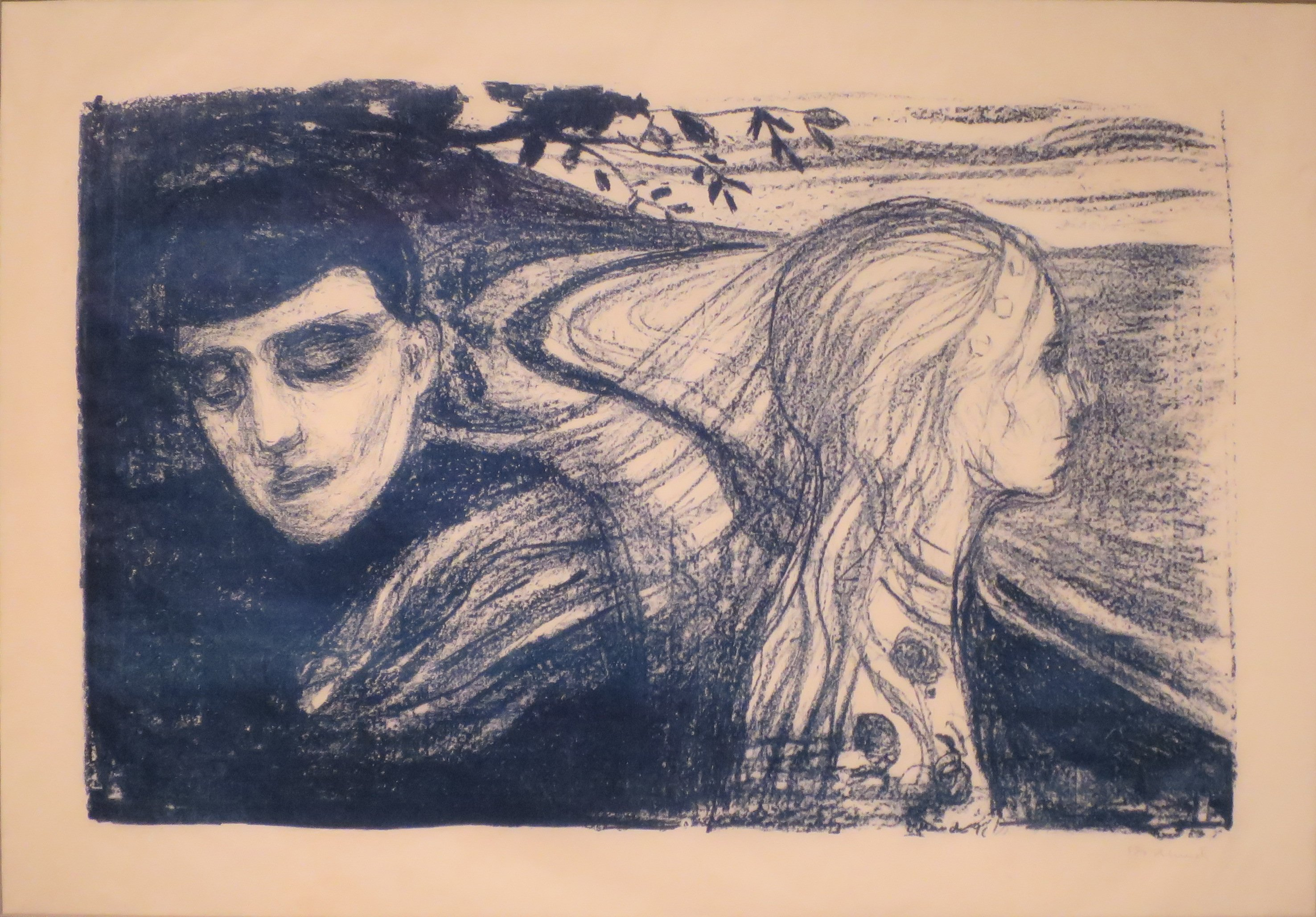
Separación II (1896), litografía, aprox.42 × 64 cm, Museo de Arte de Bergen.

En conexión directa con el motivo de Desapego, se ve el de Atracción. Jürgen Schultze describe los dos motivos como “contrapartes, cada uno representando el tema con dos cabezas enfrentadas o enfrentadas entre sí sobre un fondo de paisaje. “  Las dos litografías creadas en 1896 (como los dos grabados de 1895 titulados Atracción I y Atracción II) usan el mismo significado simbólico del cabello de las mujeres que la pintura Ojo a ojo, que se creó alrededor del cambio de siglo. Arne Eggum también reconoce técnicas idénticas en las litografías para Desapego y Atracción . Mientras que las primeras versiones se crearon utilizando una técnica más simple con tinta litográfica, las segundas versiones están elaboradas con más precisión utilizando plumas litográficas y papel de transferencia. Además, la sección se acerca a las figuras.

Amantes en la playa / Atracción II (1895), aguafuerte, 31,1 × 24,1 cm, Thielska galleriet Estocolmo.
Atracción I (1896), litografía, 47,2 × 35,5 cm, Thielska galleriet Estocolmo.
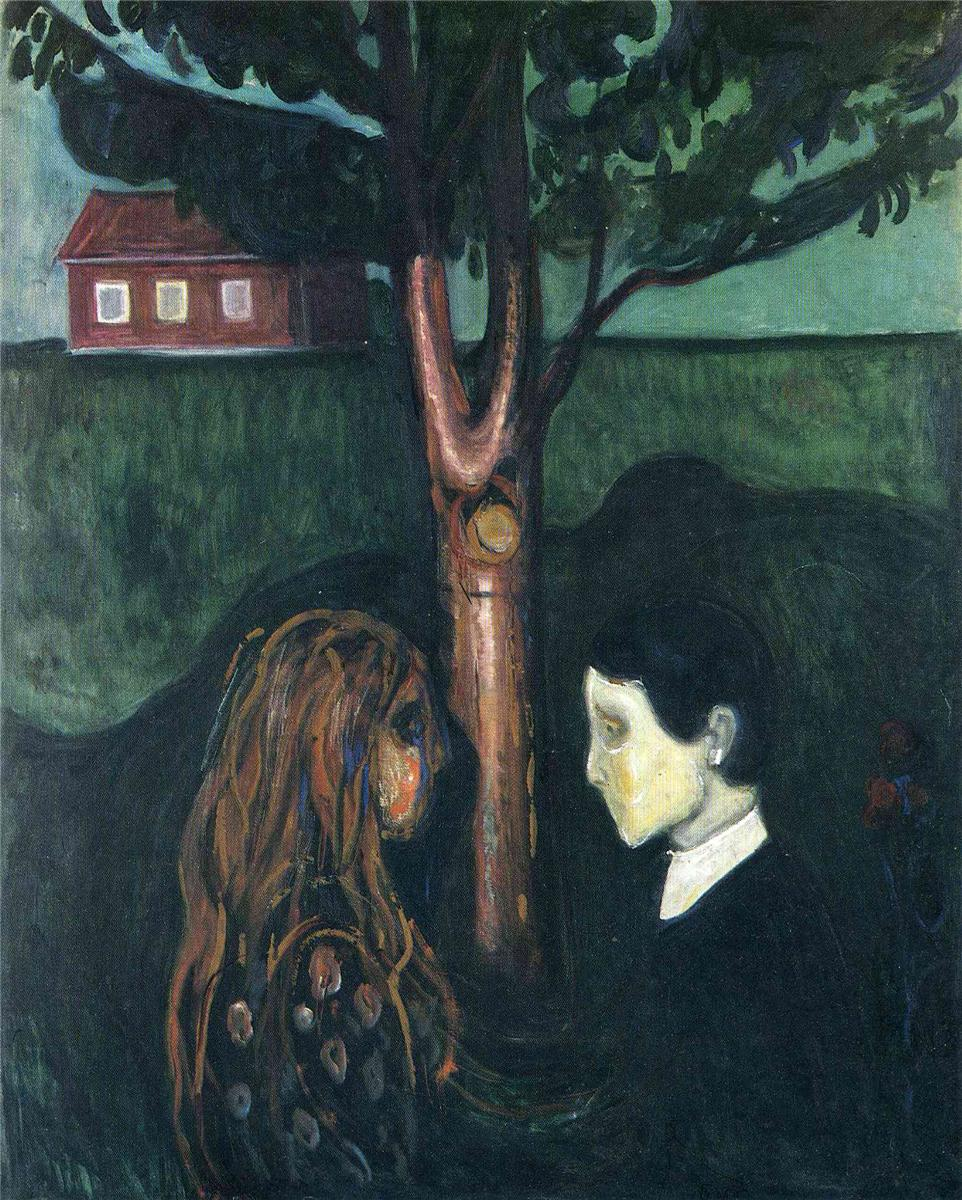
Ojo a ojo (1899/1900), óleo sobre lienzo, 136 × 110 cm, Museo Munch de Oslo.

En la década siguiente, Munch sólo volvió brevemente a Desapego y Atracción. Diez años después de la pintura y las litografías de 1896, retoma el tema de Desapego en un cuadro al temple en el que sólo se insinúa la figura femenina. En 1908 creó una pintura de pequeño formato con el motivo de Atracción.

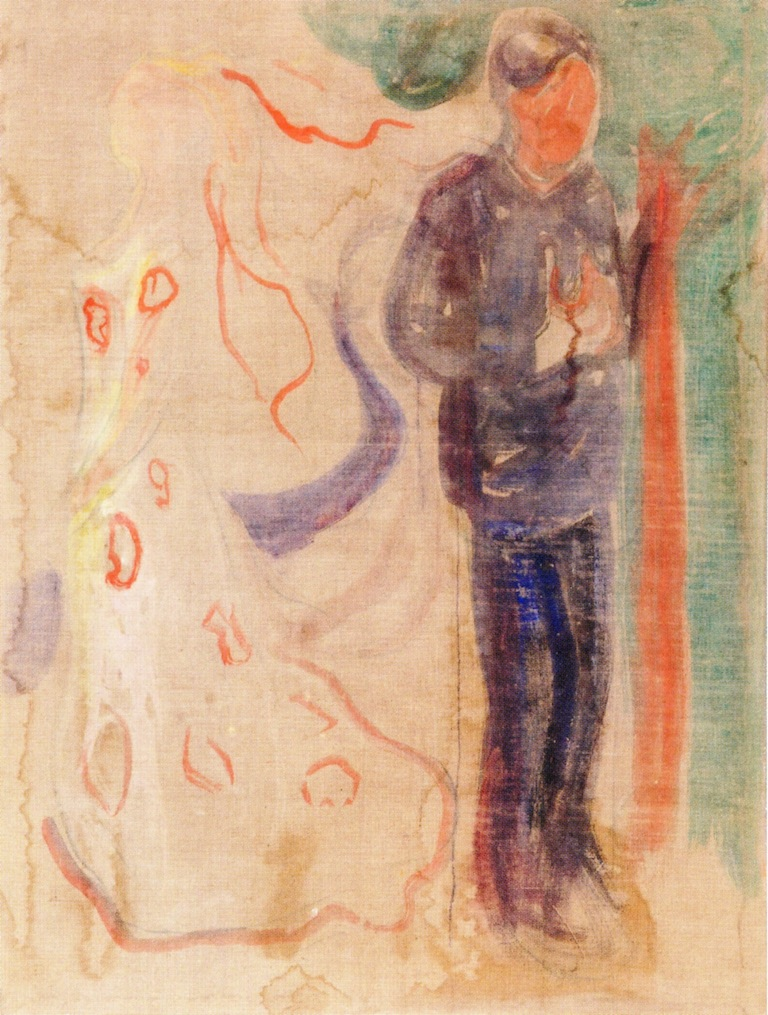
Separación (1906/07), temple sobre lienzo, 100 × 75,5 cm, Museo Munch de Oslo.
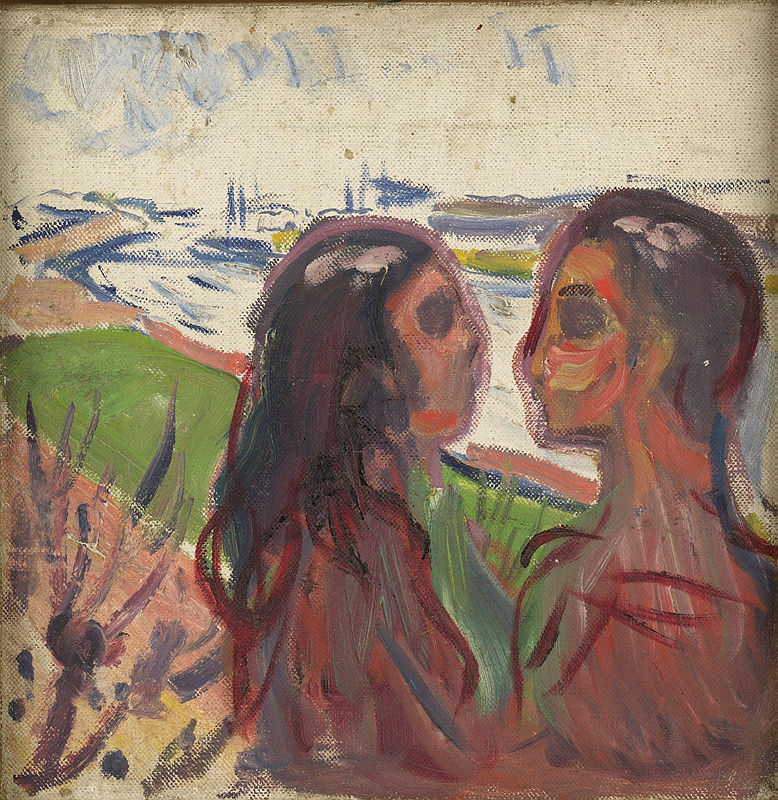
Atracción en un paisaje (1908), óleo sobre cartón, 35 × 34,5 cm, Museo Munch de Oslo.